# 시미즈 도쿠가와가
시미즈 도쿠가와가(일본어: 清水徳川家)는 도쿠가와씨의 분가인 고산쿄 중 한 가문이다. 시미즈가(清水家)로도 불린다.
가문의 시조는 도쿠가와 이에시게의 차남 도쿠가와 시게요시(아명은 만지로)이다.
유명인으로는 제6대 당주 도쿠가와 아키타케, 도쿠가와 요시토시 자작 등이 있다.

## 에도 시대 당주 목록
1. 시게요시 (1745년-1795년, 재임. 1758년-1795년)
2. 아쓰노스케 (1796년-1799년, 재임. 1798년-1799년): 11대 쇼군 이에나리의 아들
3. 나리유키 (1801년-1846년, 재임. 1805년-1816년)
4. 나리노리 (1810년-1827년, 재임. 1816년-1827년)
5. 나리카쓰 (1820년-1849년, 재임. 1827년-1846년)
6. 아키타케 (1853년-1910년, 재임. 1866년-1868년)
7. 아쓰모리 (1856년-1924년, 재임. 1870년-1924년)